# Роздольне (Родинський район)
Роздо́льне (рос. Раздольное) — село у складі Родинського району Алтайського краю, Росія. Адміністративний центр Роздольненської сільської ради.

## Населення
Населення — 852 особи (2010; 1042 у 2002).
Національний склад (станом на 2002 рік):
- росіяни — 85 %